# Saint-Jean-de-Losne
Saint-Jean-de-Losne és un municipi francès, situat al departament de la Costa d'Or i a la regió de Borgonya - Franc Comtat. L'any 2007 tenia 1.204 habitants.

## Demografia

### Població
El 2007 la població de fet de Saint-Jean-de-Losne era de 1.204 persones. Hi havia 508 famílies, de les quals 208 eren unipersonals (92 homes vivint sols i 116 dones vivint soles), 124 parelles sense fills, 108 parelles amb fills i 68 famílies monoparentals amb fills.
La població ha evolucionat segons el següent gràfic:
Habitants censats

### Habitatges
El 2007 hi havia 576 habitatges, 509 eren l'habitatge principal de la família, 24 eren segones residències i 42 estaven desocupats. 204 eren cases i 364 eren apartaments. Dels 509 habitatges principals, 174 estaven ocupats pels seus propietaris, 316 estaven llogats i ocupats pels llogaters i 19 estaven cedits a títol gratuït; 15 tenien una cambra, 74 en tenien dues, 160 en tenien tres, 146 en tenien quatre i 114 en tenien cinc o més. 185 habitatges disposaven pel capbaix d'una plaça de pàrquing. A 272 habitatges hi havia un automòbil i a 98 n'hi havia dos o més.

### Piràmide de població
La piràmide de població per edats i sexe el 2009 era:
| Homes | Edats   | Dones |
| ----- | ------- | ----- |
| 4     | 95 o +  | 16    |
| 4     | 90 a 94 | 44    |
| 12    | 85 a 89 | 32    |
| 8     | 80 a 84 | 32    |
| 44    | 75 a 79 | 44    |
| 24    | 70 a 74 | 44    |
| 48    | 65 a 69 | 44    |
| 21    | 60 a 64 | 13    |
| 19    | 55 a 59 | 21    |
| 57    | 50 a 54 | 37    |
| 15    | 45 a 49 | 18    |
| 21    | 40 a 44 | 17    |
| 50    | 35 a 39 | 26    |
| 40    | 30 a 34 | 56    |
| 56    | 25 a 29 | 64    |
| 24    | 20 a 24 | 41    |
| 27    | 15 a 19 | 14    |
| 44    | 10 a 14 | 37    |
| 45    | 5 a 9   | 32    |
| 48    | 0 a 4   | 40    |

## Economia

Antic hospital, casa de jubilat. Llum visible i infraroja.

El 2007 la població en edat de treballar era de 677 persones, 500 eren actives i 177 eren inactives. De les 500 persones actives 393 estaven ocupades (242 homes i 151 dones) i 108 estaven aturades (48 homes i 60 dones). De les 177 persones inactives 38 estaven jubilades, 40 estaven estudiant i 99 estaven classificades com a «altres inactius».

### Ingressos
El 2009 a Saint-Jean-de-Losne hi havia 492 unitats fiscals que integraven 1.012 persones, la mediana anual d'ingressos fiscals per persona era de 14.094 €.

### Activitats econòmiques
Dels 138 establiments que hi havia el 2007, 2 eren d'empreses extractives, 4 d'empreses alimentàries, 2 d'empreses de fabricació d'elements pel transport, 2 d'empreses de fabricació d'altres productes industrials, 17 d'empreses de construcció, 26 d'empreses de comerç i reparació d'automòbils, 14 d'empreses de transport, 11 d'empreses d'hostatgeria i restauració, 11 d'empreses financeres, 7 d'empreses immobiliàries, 11 d'empreses de serveis, 23 d'entitats de l'administració pública i 8 d'empreses classificades com a «altres activitats de serveis».
Dels 46 establiments de servei als particulars que hi havia el 2009, 1 era una oficina d'administració d'Hisenda pública, 1 gendarmeria, 1 oficina de correu, 7 oficines bancàries, 1 funerària, 1 taller de reparació d'automòbils i de material agrícola, 2 autoescoles, 2 paletes, 7 guixaires pintors, 3 lampisteries, 1 electricista, 3 perruqueries, 7 restaurants, 6 agències immobiliàries, 1 tintoreria i 2 salons de bellesa.
Dels 15 establiments comercials que hi havia el 2009, 1 era un hipermercat, 2 fleques, 2 carnisseries, 3 llibreries, 1 una llibreria, 1 una botiga de roba, 1 una botiga d'equipament de la llar, 1 una sabateria, 1 una botiga de mobles i 2 floristeries.

## Equipaments sanitaris i escolars
Els 2 equipaments sanitaris que hi havia el 2009 eren farmàcies.
El 2009 hi havia 1 escola maternal i 1 escola elemental.

## Poblacions més properes
El següent diagrama mostra les poblacions més properes.